# Un uomo qualunque/Il primo del mese
Un uomo qualunque/Il primo del mese è il 20° singolo de I Camaleonti, pubblicato in Italia nel 1971.

## Tracce
Lato A
1. Un uomo qualunque (testo: Bruno Lauzi – musica: Mike Pinder)

Lato B
1. Il primo del mese (testo: Luigi Albertelli – musica: Carmelo La Bionda, Michelangelo La Bionda)